# Microrregión de Quirinópolis
La microrregión de Quirinópolis es una de las microrregiones del estado brasileño de Goiás perteneciente a la mesorregión Sur Goiano. Su población fue estimada en 2006 por el IBGE en 96.966 habitantes y está dividida en nueve municipios. Posee un área total de 16.068,103 km². Siendo el municipio más poblado Quirinópolis.

## Municipios
- Cachoeira Alta
- Caçu
- Gouvelândia
- Itajá
- Itarumã
- Lagoa Santa
- Paranaiguara
- Quirinópolis
- São Simão

- Datos: Q1895154